# نیوتاون سنت بازولز
نیوتاون سنت بازولز (به انگلیسی: Newtown St Boswells) یک شهرک در اسکاتلند است که در اسکاتیش بوردرز واقع شده‌است. نیوتاون سنت بازولز ۱٬۲۰۰ نفر جمعیت دارد.